# FlightAware

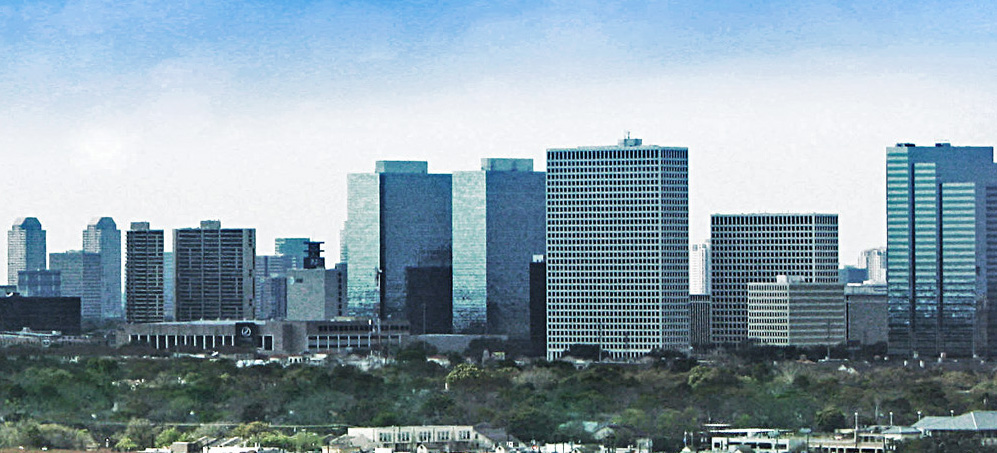
Greenway Plaza en Houston.

FlightAware es una empresa tecnológica multinacional estadounidense que proporciona datos de vuelo y productos de seguimiento de vuelos en tiempo real, históricos y predictivos. Actualmente es la mayor plataforma de seguimiento de vuelos del mundo, con una red de más de 32.000 estaciones terrestres ADS-B en 200 países. FlightAware también proporciona datos de aviación y predicciones de tiempo de llegada a las aerolíneas, operadores de aeropuertos y desarrolladores de software. FlightAware es una empresa privada, con sede en Eleven Greenway Plaza en Houston y oficinas de venta en Nueva York, Austin, Singapur y Londres.